# Preoți din Mitropolia Proilaviei

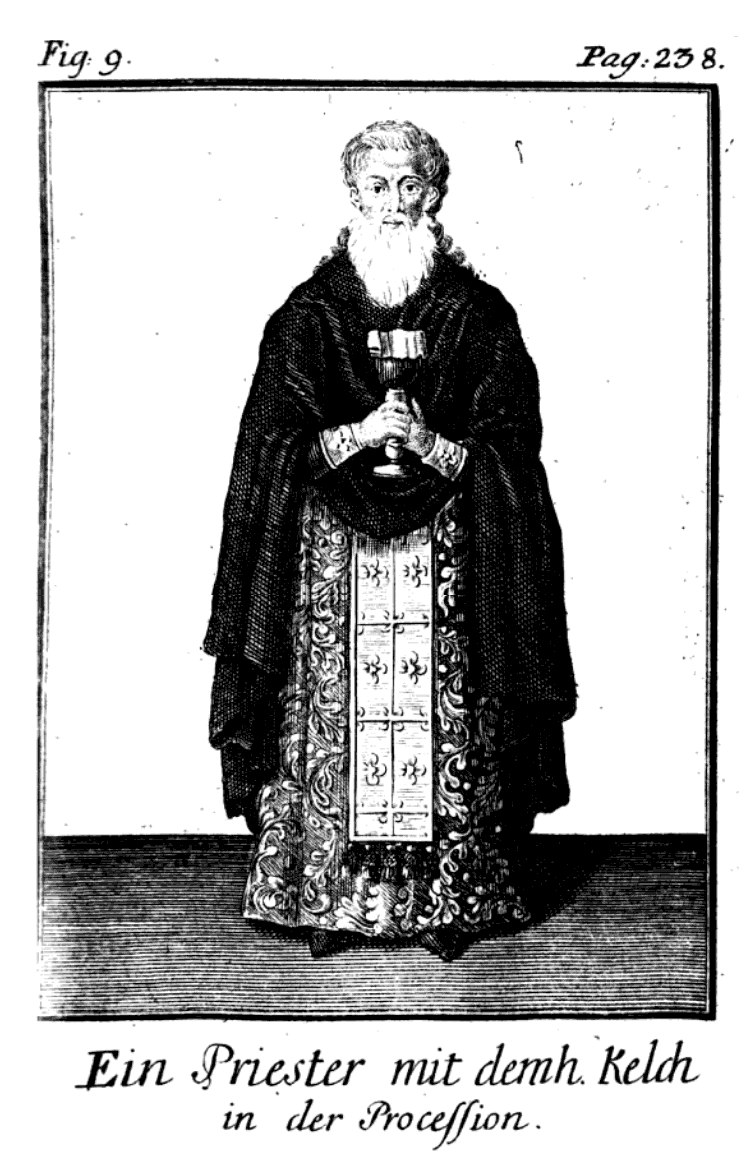
Preot din mitropoliile subordonate Patriarhiei Ecumenice, la 1700

Având în vedere specificul acestei mitropolii (eparhie activând pe teritoriul controlat de Imperiul Otoman) numărul de biserici ca și numărul preoților slujitori a fost sensibil mai mic decât în mitropoliile din celelalte Țări Românești.
Lipsa documentelor din primele veacuri de existență ale Mitropoliei Proilaviei face ca prima mențiune a unui preot să apară abia la 04 august 1758, când ierodiaconul Alexandru Ureache, preot desăvârșit la schitul Nalt al Episcopiei Hotinului, este hirotonit de  mitropolitul Daniil al Proilaviei.
De remarcat că mareea majoritate a documentelor care atestă numele preoților din această mitropolie provin din surse rusești și referă la Ucraina Hanului, Bugeac sau Hotin.

## Lista cu preoți din Mitropolia Proilaviei
- 1758, 04 august -  Ierodiaconul Alexandru Ureache, preot desăvârșit la schitul Nalt al Episcopiei Hotinului, hirotonit de  mitropolitul Daniil al Proilaviei[1]
- 1769, 30 februarie -  Preotul Dimitrie Cerneavschi hirotonit de  mitropolitul Daniil al Proilaviei[2]:pp 73-74, 85
- 1770-1780 - diaconul Necolai de la biserica din Reni (Tomarova), menționat într-o inscripție de pe o Psaltire de Iași de la 1782, aflată la 1920 în această biserică și care spunea că „această Psaltire să se știe de când amu cumpărat-o eu Vasile diaconul otu Puținteai, sânu diiaconului Necolai, ... văleatul 1794 ...”[5]:p. 253
- 1772, 04 iulie - Preotul Timotei Muzichevici hirotonit de  mitropolitul Daniil al Proilaviei[2]:pp 74-75, 85-86
- 1775, 27 iulie - Preotul Ioan hirotonit de  mitropolitul Ioachim al Proilaviei „la satul din ținutul Otinului anume Brânzeni”[6]:pp 360-361
- 1776, 16 iunie - Preotul Chiril, hirotonit de  mitropolitul Ioachim al Proilaviei, pentru parohiile satelor Teia, Speia și Butur, de lângă Dubăsari[2]:pp 77, 87
- 1776, 24 iunie - Preotul Gherasim Tetovschi, hirotonit de  mitropolitul Ioachim al Proilaviei[2]:pp 77, 86
- 1777, 10 mai -  Preotului Gherasim din parohia satului Pasițel (Ucraina Hanului) i se dă voie să își caute o altă parohie, printr-un act semnat de mitropolitul Ioachim al Proilaviei[2]:pp 76, 87
- 1777, 01 iunie - Preotul  Gheorghe, hirotonit de mitropolitul Ioachim al Proilaviei, care îi dă ca parohie Paladie, în ținutul Hotinului[6]:p. 361
- 1777, 08 iunie - Preotul  Vasilie, hirotonit de mitropolitul Ioachim al Proilaviei, care îi dă ca parohie Cruhlec, în ținutul Hotinului[6]:p. 361
- 1777, 24 iulie - Preotul  Ioan ot Brânceni în ținutul Hotinului, hirotonit de mitropolitul Ioachim al Proilaviei[6]:p. 361
- 1778, 15 ianuarie - Preotul  Vasilie primește de la mitropolitul Ioachim al Proilaviei învoirea de a pleca din eparhie fiindcă nu putea suferi obiceiurile părților acelor[6]:p. 361
- 1779, Mitropolitul Ioachim a făcut trei hirotonii în satele Molovata și Mahala[4]:p. 19
- 1780, 23 iulie - Preotul Ștefan Veselovschi, hirotonit de mitropolitul Ioachim al Proilaviei pentru parohia Molovata[4]:p. 19
- 1781, 20 mai - Preotul Dumitru, hirotonit de mitropolitul Chiril al Proilaviei pentru parohia Tomrov, dincolo de Bug[7]
- 1782, 06 decembrie - Preotul Teodor Niedrițchi, hirotonit de mitropolitul Chiril al Proilaviei. Demisia preotului Teodor este aprobată de același mitropolit Chiril la 17 septembrie 1783.[2]:pp 89-90
- 1784, 27 ianuarie - preotu Costandin (Costandache) de la biserica din satul Vadul lui Isac (zona Reni), menționat într-o inscripție de pe o carte, aflată la 1920 în biserica din satul Vadul lui Isac și care spunea că „irei preotu Costandinu că așa îmi este numele de botez iară în lume Costandache ... au cumpătat pe Tripodu și l-au dăruit bisericii la satul Vadul lui Isac. Și cându s-au cumpăratu carte această umbla letu 1784, Ghenar, 27.”[5]:p. 255
- 1784, 7 aprilie - preutul Ionică de la biserica din satul Lungești (zona Reni), menționat într-o inscripție de pe un Penticostar de Bucureștide la 1782, aflat la 1920 în biserica din satul Slobozia și care spunea că „să se știe voi sătenii că a legat acest Penticostariu sântu titori cu 2 lei, preotul Ionică otu Lungești și prezvitera Marie, în 7292 aprilie 7, unde se prăznuiește hramul Tuturor Sfinților, la biserica din vale a dumnealui treti logofătul Coste.”[5]:p. 255
- 1784, 01 august - Preotul Pavel Rujavnițu, hirotonit de mitropolitul Chiril al Proilaviei.[6]:p. 365
- 1785, Mitropolitul Chiril a făcut trei hirotonii în satele Birzula, Mahala și Dubăsari[4]:p. 129
- 1786 și 1787, Mitropolitul Chiril a făcut hirotonii în satele Molovata și Dubăsari[4]:p. 129
- 1793, 20 iulie- Preotul Dimitrie, hirotonit de mitropolitul Chiril al Proilaviei.[6]:p. 365
- 1794, 4 iulie - preotu Costandache de la biserica din satul Vadul lui Isac (zona Reni), menționat într-o inscripție de pe o carte, aflată la 1920 în biserica din satul Vadul lui Isac și care spunea că „Andronicu Ufrosu, Ioniță Bucuru, eu, Vor. Vasile, preotu Costandache ce era preot la biserica noastră în Vadu, dară la care n-are treabă preotul, este dreptru a noastră. Eu Grozavul Constantin amu dat-o satului Vadului, letu 1794, iulie, 4.”[5]:p. 255
- 1794, 8 decembrie,  - diaconul Vasile de la biserica din Reni  (Tomarova), menționat într-o inscripție de pe o Psaltire de Iași de la 1782, aflată la 1920 în această biserică și care spunea că „această Psaltire să se știe de când amu cumpărat-o eu Vasile diaconul otu Puținteai, sânu diiaconului Necolai, de la Onofrei sânu Mărcuței Caragioae, dreptu 2 lei 30 bani de istovu, în zilelel prea-înălțatului domnului Mihail Constantinu Șuțu Voievod, în luna lui Dichemvri 8 zile și umblă văleatul 1794 și cine s-ar ispiti să o furi să nu-l ierti Dumnezeu și nici pământul să nu-l suferi.”[5]:p. 253
- 1795, 20 mai - Preotul Vasilie Hrabr, hirotonit de mitropolitul Partenie al II-lea al Proilaviei[4]:p.375
- 1799 - Preotul Teodor Cocu, hirotonit de mitropolitul Partenie al II-lea al Proilaviei pentru parohia Hermoclia din raiaua Benderului.[6]:p. 366
- 1801, 21 iunie - Diaconul Petru Cămârzan, hirotonit de mitropolitul Partenie al II-lea al Proilaviei pentru parohia Rosoșani din raiaua Hotinului.[6]:p. 366
- 1804, 24 aprilie - Preotul Fotie Rodion, hirotonit de mitropolitul Partenie al II-lea al Proilaviei pentru parohia Idjcurda din ținutul Chiliei.[6]:p. 366
- 1804 - Preotul Nicolae Țuțuianu („părentele Neculaiu sin popa a Teodoru Vizireanu”), din Brăila, menționat pe un Anthologhion din 7244.[8]:p. 3
- 1804 - Preotul Toderașco scria: acest Mineiu l-am scris eu popa Toderasco când eram flăcău leat 1800 și când am scris aici era leat 1805 Sept. 14, pe un Minei din Râmnic din 1780.[9]:p. 99
- 1812, 02 octombrie - Preotul Sava am scris pentru ținere de minte, la veleat 1812, octombrie 2 să se știe de când s-au făcut pace Turci cu Muscali, eram în târgu Brăilei, cându s-au cetit și poblecațiia în biserică (a Sfinților Voievozi Mihail și Gavriil), pe un Minei de decembrie românesc[8]:p. 6
- 1814, 13 ianuarie - Preotul Neculai sin popa Dumitru ot Brăila, protopop Brăilei, hirotonit de mitropolitul Calinic al IV-lea al Proilaviei la hramul lui Sfeti Nicolai, la biserică la Vărsătura.[3]:Apendice, pp 161-162
- 1814, 09 mai - Preotul Iconom Apostolachi, menționat pe un Minei al lunii mai: Să se știe de când a dat poruncă părintele Apostolachi, iconomul Brăilei, prin toată raiaua la toți preoții de prin sate ...[3]:Apendice p. 162
- 1814, 09 mai - Preotul Niagu [Neagu], menționat pe un Minei al lunii mai: Când s-a dus Părintele Niagu la Isichilia [Iski-Kilia=Chilia Veche] din Brăila ...[3]:Apendice p. 162
- 1814, 09 mai - Preotul Ioan din Cuptoarele, menționat pe un Minei al lunii mai: ...au adus întâi pe preotul Ioan de la Cuptoare și l-au pus de au slujit sfânta liturghie o săptămână și pe urmă au adus preoții din tot ținutul raielii, de i-au cercetat și pă unde nu știau i-au invățat[3]:Apendice p. 162
- 1817 - Preotul Sofronei otu târgul Ibrăila, la sfânta Mitropolie, pe un Minei de iunie românesc[8]:p. 8
- 1818, 28 aprilie - Preotul Iacov, arhimandrit al Proilavului, al Ibrăilei și al Dristei, pe un Minei din Râmnic[8]:p. 5
- 1818, 28 august - Preotul arhimandrit Ioan de la biserica Mitropoliei Proilaviei din brăila, menționat într-un Minei pe luna august: să se știe de când s-au dus părintele Ioan Arhimandritul cu părintele Vlădica la Silistra, 1818 August 28. [10]:p. 15
- 1818, 05 septembrie, [Neprecizat] sin pop Dumitru, protopop ot Brăila, pe un Minei de decembrie românesc[8]:p. 6
- 1820, 04 martie, - Preotul Demitrie sin Tudorache Gubășanu, pe un Penticostar de Blaj, 1808[8]:p. 7
- 1822, 22 ianuarie - Preotul Mitrea (Mirea, Mitri), pe niște Liturghii din 7267[8]:p. 7
- 1822, 08 iulie - Preotul Ignatie, menționat pe un Minei pe luna iunie: Să se știe când a venit părintele Ignatie de la părintele Vlădică Calinic de la mitropolia Dimotocha din țara grecească, care mai înainte era aici la Brăila mitropolit Drist și Proilav. Acest mai sus numit părinte Ignatie, n-a voit ca să mai șează la părintele Vlădică și Sfinția sa fiind om din țara românească,n-a putut a se deda cu oamenii și cu locurile de pe acolo, fiind taman pe vremea resmiriții. 1822 Iulie 8.[10]:p. 15
- 1828 - Preotul Gheorghe, menționat pe un Minei din Râmnic din 1780: această sfântă și Dumnezeiască carte ce să numește Mineiu, au fost a lu părintili Gherghe răposat[9]:p. 99
- 1828, 06 aprilie - Preotul Petrea, ginerele  a lu părintili Gherghe răposat, menționat pe un Minei din Râmnic din 1780[9]:p. 99